# Brazilské námořní letectvo
Brazilské námořní letectvo (portugalsky Força Aeronaval) je letecká složka námořnictva Brazílie. Do roku 2015 operovala námořní letadla a protiponorkové vrtulníky z paluby letadlové lodi NAe São Paulo.

## Historie
Počátky námořního letectva v Brazílii sahají až k 23. srpnu 1916, kdy došlo k jeho založení dekretem prezidenta Venceslau Bráse (Aviação Naval Brasileira). V roce 1941 bylo rozhodnutím prezidenta Vargase tehdejší námořní letectvo (Aviação Naval) sloučeno se vzdušnými silami Brazilské armády (Aviação Militar) do Brazilského letectva (Força Aérea Brasileira) coby nezávislé složky brazilských ozbrojených sil. V roce 1952 došlo k obnovení velitelství námořního letectva (Diretoria de Aeronáutica da Marinha) a námořnictvo plánovalo provozovat vlastní letadla z paluby letadlové lodi NAeL Minas Gerais (původně britské HMS Vengeance) třídy Colossus zakoupené v roce 1956. Došlo však ke kompetenčním sporům s letectvem, které v roce 1965 skončily rozhodnutím prezidenta Branca dle nějž bylo námořnictvu povoleno provozovat vrtulníky, ale palubní letouny s pevným křídlem podléhaly pravomoci letectva.
Zpět pod velení námořního letectva přešly letouny až po rozhodnutí prezidenta Cardosi v roce 1998. Za účelem rozšíření úderných schopností bylo následně zakoupeno od Kuvajtu 23 útočných letadel A-4 Skyhawk. Letadlová loď NAeL Minas Gerais se ukázala pro provoz proudových Skyhawků nevhodná. V roce 2001 byla zakoupena vyřazená francouzská letadlová loď Foch, která byla zařazena pod jménem NAe São Paulo a koncem stejného roku byla Minas Gerais vyřazena. Z paluby São Paula operovaly vrtulníky, vrtulová průzkumná letadla a několik provozuschopných A-4 Skyhawk. 
Pro finanční náročnost a technické problémy byla letadlová loď São Paulo nejdříve v roce 2015 převedena do rezervy a roku 2017 pak definitivně vyřazena. V únoru 2023 pak byla potopena. Vrtulníky námořního letectva tak operují z pozemních základen a z paluby výsadkové lodě Atlântico (původně britská HMS Ocean), zatímco letadla s pevným křídlem operují z pozemní základny námořního letectva Macega.

## Letadla
| Letadlo                     | Původ              | Určení                                           | Verze                  | Ve službě | Poznámky |
| --------------------------- | ------------------ | ------------------------------------------------ | ---------------------- | --------- | --- |
| Bell 206                    | USA                | víceúčelový užitkový vrtulník                    | Bell 206 B-2/B-3       | 17        | Typ je užíván zejména jako cvičný a záchranný. |
| Douglas A-4 Skyhawk         | USA                | palubní útočný letoun                            | A-4KUTA-4KU            | 31        | |
| Eurocopter AS332 Super Puma | Francie            | transport/pátrání a záchrana                     | UH-14                  | 4         | |
| Eurocopter AS350            | Francie/Brazílie   | víceúčelový/cvičný vrtulník                      | Helibrás UH-12         | 19        | |
| Eurocopter AS355            | Francie/Brazílie   | víceúčelový/cvičný vrtulník                      | Helibrás UB-13 Esquilo | 8         | |
| Eurocopter EC 725           | EU/Brazílie        | protiponorkový a víceúčelový námořní vrtulník    | H225M/Helibrás UH-15   |           | Objednáno 9 kusů. |
| Grumman C-1 Trader          | USA                | palubní transportní letoun                       | C-1A                   |           | Objednány 4 kusy. |
| Grumman S-2 Tracker         | USA                | námořní hlídkový letoun                          | S-2T Turbo Tracker     |           | Objednány 4 kusy. |
| Sikorsky S-70 Seahawk       | USA                | boj proti ponorkám a hladinovým cílům, transport | MH-16                  | 6         | Objednány další 2 kusy. |
| Westland Lynx               | Spojené království | průzkumný a útočný vrtulník                      | Mk.21/AH-11            | 11        | 8 kusů prochází postupnou modernizací na variantu AH-11B v závodě společnosti Leonardo Helicopters v Yeovilu. První tři kusy by měly vstoupit do služby v roce 2018. |